# Alburquerque (Bohol)
Pour les articles homonymes, voir Alburquerque.
Alburquerque est une municipalité de la province de Bohol.